# Remix OS
RemixOS – zmodyfikowana wersja systemu Android przystosowana do obsługi myszki i klawiatury, preinstalowana na urządzeniach takich jak: Remix Ultratablet czy Remix Mini.

## RemixOS for PC
Jest to projekt przeniesienia systemu Android na komputery PC z architekturą x86, x86-64. Był on rozwijany przy współpracy z android-x86. Firma Jide oficjalnie porzuciła projekt w 2017 roku. Tak jak RemixOS jest przystosowany do obsługi myszką i klawiaturą.

## Historia wersji

### RemixOS for PC
| Wersja  | Data wydania         |
| ------- | -------------------- |
| 3.0.207 | 25 listopada 2016    |
| 3.0.206 | 12 października 2016 |
| 3.0.203 | 1 września 2016      |
| 3.0.102 | 2 sierpnia 2016      |
| 3.0.101 | 26 lipca 2016        |
| 2.0.403 | 15 lipca 2016        |
| 2.0.402 | 5 lipca 2016         |
| 2.0.205 | 26 kwietnia 2016     |
| 2.0.202 | 31 marca 2016        |
| 2.0.102 | 2 lutego 2016        |
| 2.0.100 | 25 stycznia 2016     |

### Remix Ultratablet
| Wersja  | Data wydania |
| ------- | ------------ |
| 2.0.303 | ?            |
| 2.0     | ?            |

### Remix Mini
| Wersja      | Data wydania         |
| ----------- | -------------------- |
| 2.0.626     | 11 listopada 2016    |
| 2.0.621     | 4 listopada 2016     |
| 2.0.611     | 12 października 2016 |
| 2.0.604     | 22 września 2016     |
| 2.0.510     | 9 sierpnia 2016      |
| 2.0.307     | 5 maja 2016          |
| 2.0.206     | 21 kwietnia 2016     |
| 2.0.203     | 17 marca 2016        |
| 2.0.111     | 19 stycznia 2016     |
| 2.0.106     | 30 grudnia 2015      |
| 2.0.104     | 16 grudnia 2015      |
| B2015111701 | 27 listopada 2015    |
| B2015110601 | 18 listopada 2015    |
| B2015110201 | 12 listopada 2015    |